# Get Ya Mind Correct
| Recensione     | Giudizio |
| -------------- | -------- |
| AllMusic       | [ 1 ]    |
| RapReviews.com | [ 2 ]    |

Get Ya Mind Correct è l'album che Chamillionaire e Paul Wall pubblicarono quando erano entrambi membri della casa discografica Paid In Full. Il disco ha venduto più di 150 000 copie e vinto la categoria "Indie Album of the Year" all'interno della rivista statunitense The Source.

## Tracce
1. My Money Get Jealous
2. N Luv Wit My Money
3. Thinkin' Throwed (feat. Lew Hawk)
4. Skit
5. Falsifying
6. U Owe Me
7. Skit
8. The Other Day
9. Game Over
10. I Wanna Get (feat. Heather Nicole)
11. Balla Talk II
12. Go Grind
13. Skit
14. Luv N My Life
15. U Already Know
16. Play Dirty (feat. 50/50 Twin)
17. Outro